# Distrikt Concepción (Concepción)
Der Distrikt Concepción liegt in der Provinz Concepción in der Region Junín in Zentral-Peru. Der Distrikt wurde am 2. Januar 1857 gegründet. Er hat eine Fläche von 18,2 km². Beim Zensus 2017 wurden 16.169 Einwohner gezählt. Im Jahr 1993 lag die Einwohnerzahl bei 12.720, im Jahr 2007 bei 14.131. Sitz der Distriktverwaltung ist die 3283 m hoch gelegene Provinzhauptstadt Concepción mit 14.049 Einwohnern (Stand 2017).

## Geographische Lage
Der Distrikt Concepción liegt im Andenhochland am linken Flussufer des nach Südosten strömenden Río Mantaro zentral in der Provinz Concepción. 
Der Distrikt Concepción grenzt im Südwesten an den Distrikt Mito, im Nordwesten an den Distrikt Matahuasi, im Norden an den Distrikt Nueve de Julio, im Nordosten an die Distrikte Santa Rosa de Ocopa und Quichuay sowie im Osten an den Distrikt San Jerónimo de Tunán (die beiden letztgenannten Distrikte liegen in der Provinz Huancayo).